# Augustanus
Augustanus („zu Augustus gehörig“, „augusteisch“) ist ein römisches Cognomen.

## Namensträger
- Claudius Augustanus, römischer Centurio, 2. Jahrhundert
- Quintus Pompeius Senecio (...) Augustanus (...) Sosius Priscus, römischer Konsul 169
- Tiberius Claudius Augustanus Alpinus Lucius Bellicius Sollers, römischer Konsul im 2. Jahrhundert